# 南昌航空大学
南昌航空大学，原名南昌航空工业学院，是位於中華人民共和國江西省南昌市的公立大學，主要以工科为主，另設有文法、管理、藝術等科系。學校创建于1952年，1985年开始招收硕士研究生，1990年获硕士学位授予权。先后隶属于中華人民共和國航空工业部、航空航天工业部、中国航空工业总公司，1999年开始实行中央与地方共建、以地方政府管理为主的管理体制。南昌航空大学现设22个学院，58个本科专业。具有14个一级学科硕士点，覆盖了69个二级学科硕士点，并具有14个工程硕士领域和同等学历申请硕士学位授予权。

## 校园
南昌航空大学占地面积3000余亩。图书馆藏书160.8多万册。

## 院系设置
南昌航空大学设22个学院，分别为数学与信息科学学院、材料科学与工程学院、环境与化学工程学院、航空制造工程学院、飞行器工程学院、信息工程学院、测试与光电工程学院、土木建筑学院、软件学院、外国语学院、文法学院、马克思主义学院、经济管理学院、体育学院、艺术与设计学院、通航学院、音乐学院、国际教育学院、高等职业技术学院、继续教育学院、科技学院、研究生院。